# María Abella de Ramírez
María Abella de Ramírez   (Departament de San José, 28 de setembre de 1866 - La Plata, 5 d'agost de 1926) va ser una mestra, periodista, escriptora i feminista uruguaiana. Va tenir un important paper en la lluita pels drets de les dones en el seu país i a l'Argentina durant els primers anys del segle XX.

## Biografia
María Abella va néixer a San José, Uruguai, l'any 1866. Va viure la major part de la seva vida a l'Argentina, on es va graduar com a mestra a l'Escola Normal de Senyoretes de la ciutat de La Plata l'any 1894.
Va començar la seva labor periodística al 1900 en el diari El Día d'aquesta ciutat sota el pseudònim de Virgínia.
L'any 1902 va fundar la revista Nosotras (en català: Nosaltres), «publicació feminista que presentava un programa bastant avançat per a l'època» i que va publicar fins al 1904. En el diari escrivien dirigents socialistes locals com Camila Burgos Mayer i dones anarquistes com Virginia Bolten. Des de les seves pàgines va donar suport a les lluites que mantenien els liberals de l'Ensenada amb el clergat local que intentava avançar sobre l'escola pública i va promoure la fundació d'una casa de nens abandonats a La Plata i la creació d'escoles nocturnes per a obreres, va pressionar per mantenir l'escola d'oficis de la ciutat i va difondre les activitats culturals i educatives de La Plata. Abella era també columnista habitual en la defensa dels drets de les dones no només a la gran, important i bella missió de ser mare sinó també a tenir una mica de llibertat, una mica d'amor veritable i (malgrat que soni molt prosaic) a tenir una mica de diners per recompensar els seus sacrificis.
Des de Nosotras, va qüestionar en ocasions el programa socialista pel que fa al treball femení en considerar que la seva posició proteccionista i reglamentarista, per exemple en establir llicències específiques per a la maternitat, acabaria dificultant l'accés i permanència de la dona en el mercat laboral.
El 1903 va donar suport a la creació d'un centre feminista i al 1905 va organitzar la Lliga Feminista Nacional de la República Argentina, filial de l'Aliança Internacional per al Sufragi de la Dona amb seu a Berlín.
Al 1906 va publicar En pos de la justicia (en català: En favor de la justícia) fent-se ressò de les inquietuds del moviment feminista de l'època i va participar en el Congrés Internacional de Lliurepensadors que va tenir lloc a la ciutat de Buenos Aires, on va presentar un "Pla mínim de reivindicacions femenines" enunciant les que considerava reformes indispensables per assegurar la igualtat entre gèneres: igualtat d'educació, d'ocupacions i salaris, possibilitat d'administrar els béns propis de la dona casada, garantia dels béns de guanys, dret al divorci, supressió de les presons del Buen Pastor i igualtat de drets polítics.
L'any 1908 es va fundar la Lliga Nacional del Llibrepensament i María Abella es va convertir en una de les seves principals promotores a La Plata, juntament amb Ángel Maffei, Ignacio Hermann, Rafael Zapata, Agustín Álvarez i el socialista Enrique Del Valle Iberlucea.
Al 1909 va fundar en concurs amb Julieta Lanteri la Lliga Nacional de Dones Lliurepensadores i al 1910 la revista La Nueva Mujer (en català: La Nova Dona), que donava veu a la Lliga Feminista Nacional, i la Secció Argentina de la Federació Femenina Panamericana. Al 1911 va impulsar la creació de la "Secció Uruguaiana" d'aquesta organització a l'Ateneu de Montevideo.
Al 1915 va sostenir «una aspra polèmica amb el bisbe de la ciutat referent als drets de la dona» i va fundar al costat del professor Ricardo Calatroni l'Associació Liberal Agustín Álvarez.
Es va casar en primeres núpcies amb Leonardo Jardí i després d'enviduar va contreure matrimoni amb l'escribà uruguaià Antonino Ramírez. Va morir l'any 1926.